# Léon Halévy
Léon Halévy, född 14 februari 1802, död 2 september 1883, var en fransk författare. Han var bror till Jacques Fromental Halévy samt far till Lucien-Anatole Prévost-Paradol och Ludovic Halévy.
Halévy var lärjunge och medarbetare till Henri de Saint-Simon, senare biträdande professor i litteraturhistoria vid École polytechnique (1831-34). Halévy utgav förutom dikter Résumé de l'histoire des juifs anciens (1827), Résumé de l'histoire des juifs modernes (1828), Fables (2 band, 1843-55), La Grèce tragique (3 band, 1845-61) samt åtskilliga teaterpjäser.